# Notre-Dame-d'Estrées
Notre-Dame-d'Estrées è un comune francese soppresso del dipartimento del Calvados nella regione della Normandia. Dal 1º gennaio 2015 si è fuso con il comune di Corbon per formare il nuovo comune di Notre-Dame-d'Estrées-Corbon di cui è capoluogo.

## Società

### Evoluzione demografica
Abitanti censiti